# Gura Văii, Vrancea
Gura Văii este un sat în comuna Câmpuri din județul Vrancea, Moldova, România. Se află în Depresiunea Câmpuri-Răcoasa, pe Râul Cremeneț, afluent stânga al Șușiței. De aici a fost strămutată Casa Memorială „Moș Ion Roată”.